# Кокореци
Кокореци или кокорец (греч. kοκορέτσι, тур. kokoreç, макед. кукурек) — блюдо, которое готовится на гриле, распространённое на Балканах и в Малой Азии. Состоит из бараньих или козьих кишок, обёрнутых вокруг кусочков субпродуктов на шампурах, в том числе сладкого мяса, сердец, лёгких или почек. Существует также вариант, состоящий из рубленых внутренностей, приготовленных на сковороде. Предпочтение отдается кишечнику молочных ягнят. В Греции кокореци — традиционное пасхальное блюдо.

## Названия
Блюдо, идентичное современному кокореци, впервые найдено в кухне византийцев. Византийцы называли его πλεκτήν (плектин), κοιλιόχορδα (коилиохорда) или χορδόκοιλα (хордокойла); последние два сохранились со значением обернутых кишок в греческих идиомах Корфу как τσοιλίχουρδα (tsoilíchourda), Пловдива как χορδόκοιλα (chordókoila), Хиоса как σοιλίγουρδα (soilígourda), у понтийцев как χορδόγκοιλα (chordógkoila), и частично Загори и Аргирада как χορδή (chordí), Фессалии как χουρδή (chourdí), северного Пелопоннеса как κορδιά (kordiá) или κόρδα (kórkoats) как κουρδί (курди). Другими названиями, встречающимися в средневековых текстах, являются γαρδούμιον (gardoúmion) и γαρδούμενον (gardoúmenon), от которых происходят γαρδούμπα (gardoúmpa) и γαρδουμπάκια (gardoumpakia), как альтернативные названия для уменьшенной версии кокореци в Греции. Средневековый греческий термин γαρδούμιον (gardoúmion), в свою очередь, происходит от латинского caldumen; от caldus или calidus «теплый, горячий».
Согласно греческому лингвисту и филологу Георгиосу Бабиниотису, греческое слово κοκορέτσι (кокореци) происходит от албанского kukurec. Согласно турецко-армянскому лингвисту Севану Нишаняну, албанский kukurec является заимствованным словом, полученным из сербско-хорватского и болгарского kukuruza, первоначально означающего кукурузный початок на этих языках. Нишанян также утверждает, что греческое слово не происходит от албанского kukurec, но оба слова — родственные слова, которые были заимствованы из южнославянских языков независимо друг от друга.
Турецкое слово kokoreç впервые встречается в Lokanta Esrarı. Это рассказ, написанный в 1920 году турецким писателем Омером Сейфеддином. Автор писал, что впервые он услышал о кокореци, когда ему представили его как фирменное блюдо афинянина, работавшего в стамбульском ресторане; его описывали как греческое блюдо, приготовленное из тонких бараньих кишок. Турецкое слово происходит от греческого κοκορέτσι.

## Приготовление
Субпродукты вместе с небольшим количеством жира промывают, нарезают на небольшие куски и слегка приправляют лимоном, оливковым маслом, орегано, солью, перцем и иногда чесноком. Кишечник выворачивают наизнанку и тщательно промывают, затем натирают солью и часто вымачивают в уксусе или лимонном соке и воде. Куски субпродуктов нанизывают на длинный шампур и оборачивают кишкой, чтобы скрепить их вместе, образуя компактный рулет, обычно около 30-40 сантиметров длиной.
Кокореци обычно жарят на горизонтальном вертеле над угольной, газовой или электрической горелкой и могут сбрызгивать лимонным соком и оливковым маслом.
Другое приготовление: смешивают нарезанные внутренности с нарезанными помидорами и зелёным перцем, а затем готовят их на большой сковороде с добавлением острого красного перца и орегано. Повар постоянно перемешивает и измельчает смесь двумя лопатками. Когда блюдо готово, оно остается теплым на сковороде, пока кто-нибудь не закажет порцию.

## Подача
Приготовленный кокореци нарезают кусочками, посыпают орегано и подают на тарелке. Иногда его подают в лепёшке. Некоторые добавляют помидоры или специи. Его также можно (особенно в Турции) подавать в половинке багета или в булочке для сэндвичей, просто так или с гарниром, почти всегда с орегано и красным перцем.
В Турции, где кокореци является одним из наиболее потребляемых фаст-фудов, распространенными гарнирами являются маринованные перцы или огурцы. Кокореци часто приправляют лимоном, орегано, солью, перцем и обычно подают с вином или ракы.

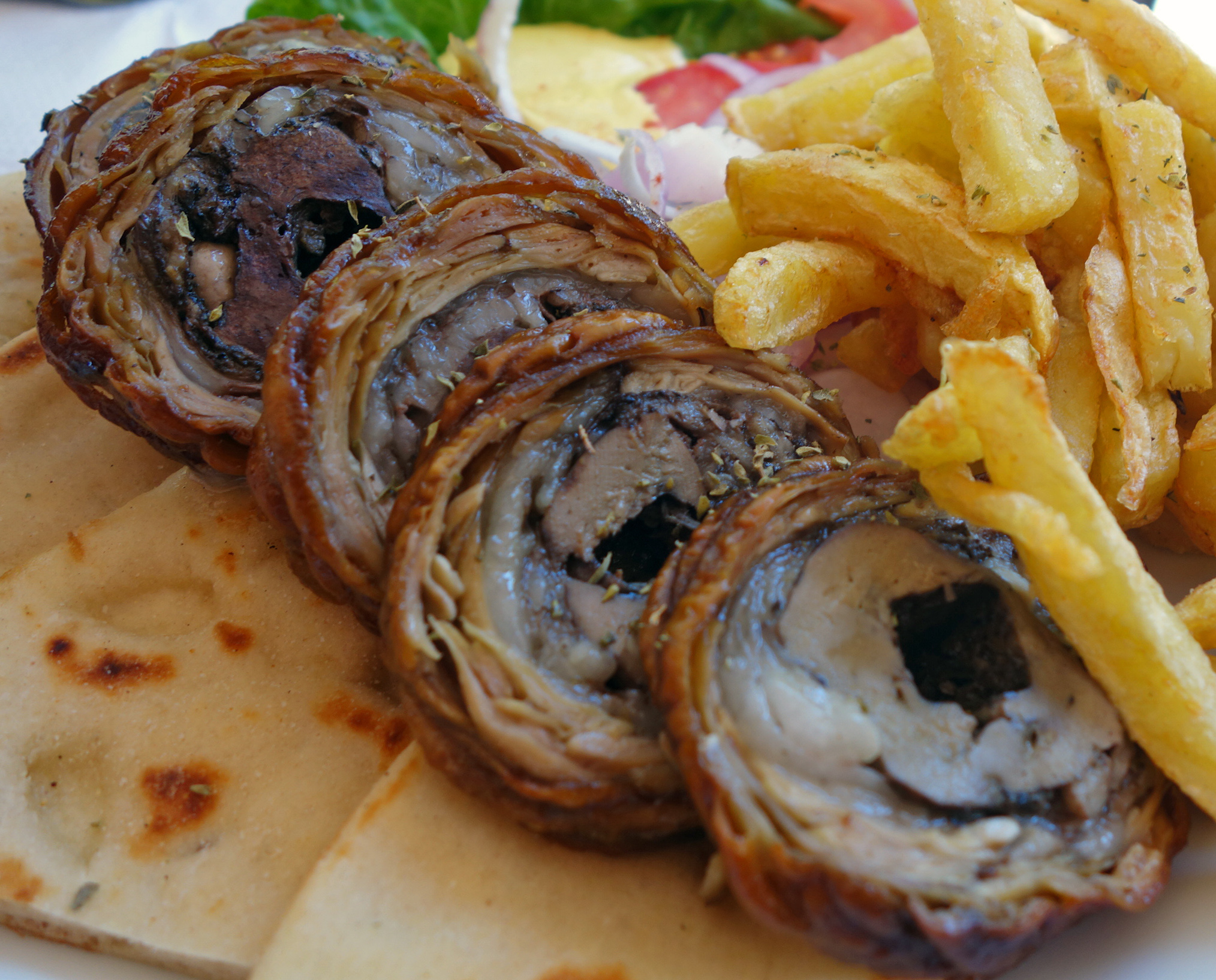
Нарезанные кокореци, подаются с лепешками и картофелем фри в греческой Янине
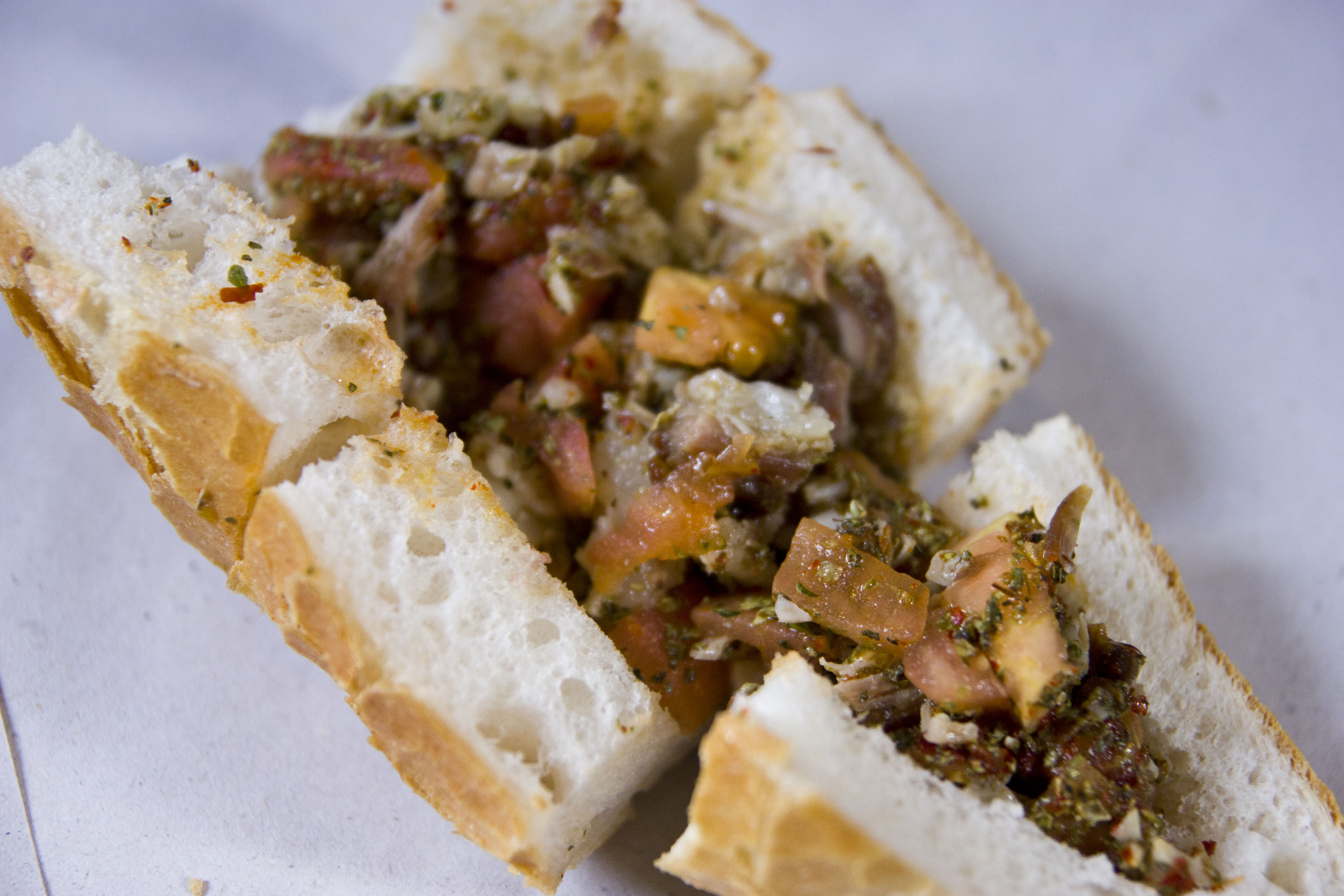
Кокореци с помидорами и специями, подается на хлебе в Эминеню
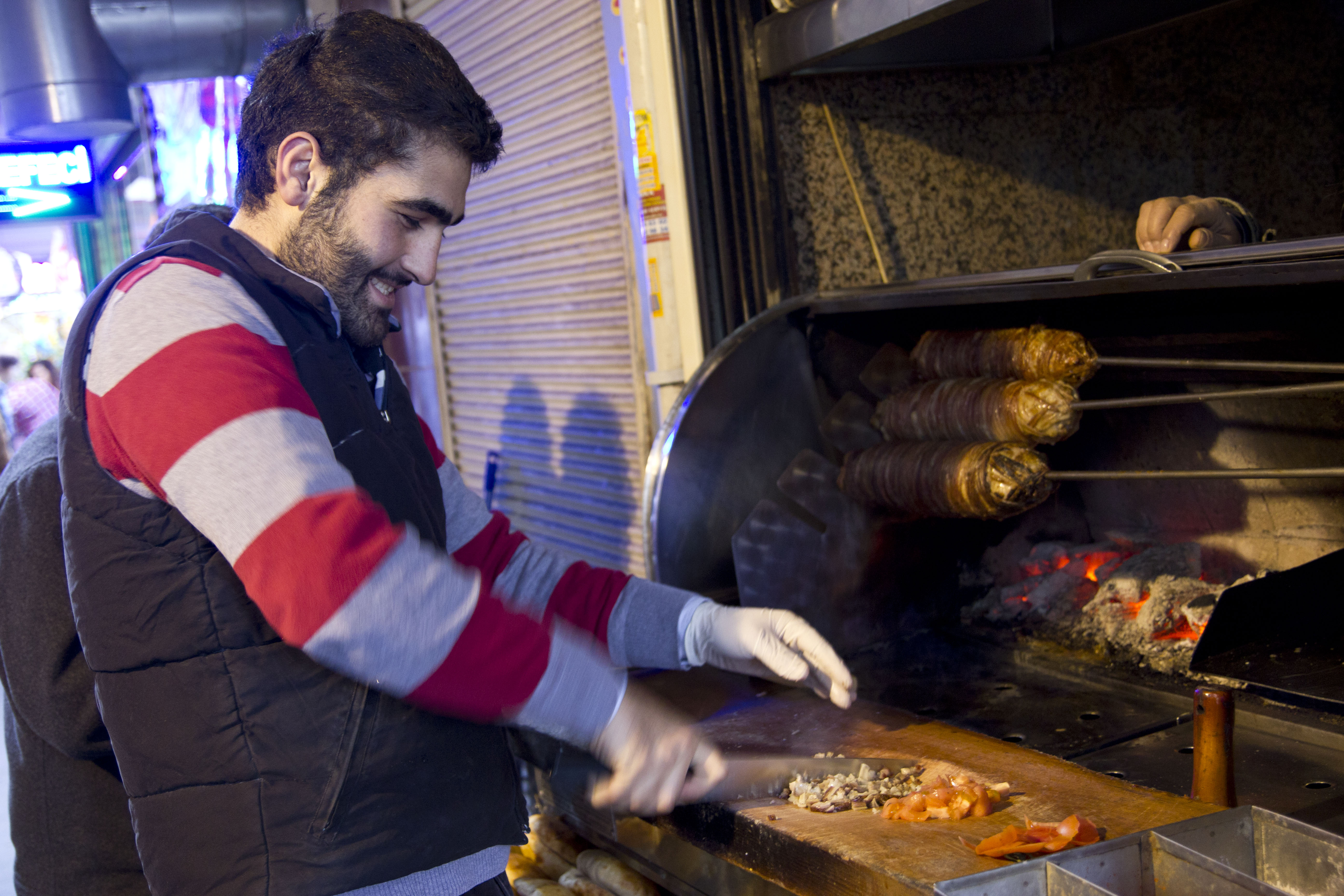
Турецкий кокореччи (kokoreççi, готовщик кокореци) в стамбульском Фатихе